# Cymbastela cantharella
Cymbastela cantharella är en svampdjursart som först beskrevs av Claude Lévi 1983.  Cymbastela cantharella ingår i släktet Cymbastela och familjen Axinellidae.
Artens utbredningsområde är havet kring Nya Kaledonien. Inga underarter finns listade i Catalogue of Life.